# Gregor Schöner
Gregor Schöner (* 1958 in Sindelfingen) ist ein deutscher Neuroinformatiker. Er ist Professor für die Theorie kognitiver Systeme an der Ruhr-Universität Bochum sowie Direktor des dort angesiedelten Instituts für Neuroinformatik.

## Leben und Werk
Von 1983 bis 1985 studierte Gregor Schöner Physik und Mathematik an der Universität des Saarlandes. Im Jahr 1985 promovierte er in theoretischer Physik an der Universität Stuttgart unter Herrmann Haken. In den nächsten vier Jahren widmete er sich der Anwendung der Theorie von stochastischen dynamischen Systemen auf die Koordination biologischer Bewegung an der Florida Atlantic University. Von 1989 bis 1994 leitete er erstmals eine Forschungsgruppe am Institut für Neuroinformatik der Ruhr-Universität Bochum, wo er die Anwendung dynamischer Systeme auf Modelle der Wahrnehmung, Bewegung, und autonomen Robotik ausweitete. Nach einem sechsjährigen Aufenthalt am Centre de Recherche en Neurosciences Cognitives in Marseille, kehrte Gregor Schöner im Jahr 2001 an das Institut für Neuroinformatik zurück. Er übernahm dessen Leitung im Jahr 2003 in der Nachfolge von Christoph von der Malsburg und ist in dieser Position bis heute tätig. Seit September 2022 ist er zusätzlich Vorsitzender der Gesellschaft für Kognitionswissenschaft.
Gregor Schöner und die von ihm geleitete Forschungsgruppe sind bekannt für Weiterentwicklungen, Anwendungen und Softwarepakete zur Theorie der dynamischen Felder (Dynamic Field Theory, DFT), die einen neuronal plausiblen Rahmen für die mathematische Modellierung von menschlicher Kognition nach Theorien des Embodiments liefert. Die Theorie baut auf den kontinuierlichen Attraktornetzen von Hugh R. Wilson und Jack D. Cowan, bzw. Shun’ichi Amari auf, die die Interaktion zwischen exzitatorisch und inhibitatorisch gekoppelten neuronalen Populationen mathematisch beschreiben. Schöners Forschungsgruppe publiziert zu visueller Suche, räumlicher und relationaler Sprache, sowie autonomer Robotik.

## Schriften
- mit John P. Spencer und der DFT Forschungsgruppe: A primer on dynamic field theory. Oxford University Press, 2015, ISBN 978-0-19-930056-3
- mit Esther Thelen, Christian Scheier und Linda B. Smith: The dynamics of embodiment: A field theory of infant perseverative reaching. Behavioral and Brain Sciences 24(1), 2001, S. 1–34.